# Patrick Wauchope (Offizier)
Patrick Wauchope (* 26. Januar 1750; † 31. März 1807 in Rosetta, Ägypten) war ein schottisch-britischer Heeresoffizier während der Koalitionskriege, zuletzt im Rang eines Major-General.

## Leben
Er entstammte einer Familie der schottischen Gentry und war ein jüngerer Sohn des James Wauchope, Laird von Edmonstone House in Midlothian, aus dessen Ehe mit Christian Inglis, Tochter des Sir John Inglis, 2. Baronet (of Cramond).
Wie für einen jüngeren Sohn des niederen Landadels üblich, entschied er sich für eine Militärkarriere. Er trat als Offizier in die britische Armee ein und wurde Captain im 50th Regiment of Foot. Im Juni 1782 wurde er zum Brevet-Major, im April 1789 zum Major und im Oktober 1793 Brevet-Lieutenant-Colonel befördert. Im Februar 1794 wurde er Lieutenant-Colonel und löste er William Edmeston als Kommandeur des 50th Regiment of Foot ab. Unter Wauchopes Führung nahm das Regiment im Frühsommer 1794 an der britischen Invasion Korsikas teil; Wauchope selbst diente im Jahr darauf als Militärgouverneur von Ajaccio. Im Februar 1797 wurde er zum Brevet-Colonel befördert. Anfang 1801 wurde er mit dem lokalen Rang eines Brigadier-General nach Westindien versetzt. Bereits im September 1803 erfolgte die nächste Beförderung zum Major-General. Im November 1806 erhielt er das Amt des Colonel des neuaufgestellten 7th Garrison Battalion.
Im März 1807 war Wauchope unter General Alexander Mackenzie Fraser an der Alexandria-Expedition gegen das osmanische Ägypten beteiligt: Am 17. März landeten etwa 6000 britische Soldaten bei der Stadt Alexandria, die bis zum 20. März ohne größere Probleme besetzt wurde. Im Anschluss sollte auch das Umland gesichert werden, um die Lebensmittelversorgung der Truppen und Einwohner in Alexandria zu ermöglichen. General Fraser plante zu diesem Zweck die Besetzung der Stadt Rosetta an der westlichen Nil-Mündung sowie des südlich davon gelegenen Rahmaniyyah. Das Kommando über diese Unternehmung erhielt Patrick Wauchope, begleitet vom rangniedrigeren Brigadier-General Robert Meade. Sie erhielten etwa 1500 Mann (also ein Viertel der gesamten Streitmacht) zugeteilt, bestehend aus dem 31st Regiment of Foot und den Chasseurs Britanniques. Frasers Entscheidung, nur 1500 Mann zu entsenden, war ein schwerer strategischer Fehler, da Rosetta von den elitären albanischen Truppen Muhammad Alis kontrolliert wurde und der britische Verband somit deutlich zu klein war, um die Stadt zu erobern. Für eine Vorhut waren die Truppen hingegen wiederum viel zu zahlreich; auch befand sich Alexandria von Rosetta etwa 60 Kilometer entfernt und lag damit außerhalb der Reichweite für schnelle Verstärkungen.
Am 31. März erreichte Wauchopes Verband nach drei Tagen Marsch den Aboumandour-Höhenzug vor Rosetta. In der unter ihm liegenden Stadt konnte man keine Anzeichen feindlicher Aktivität erkennen, weshalb Wauchope davon ausging, dass sich die Garnison vor den anrückenden Briten zurückgezogen hatte. Ohne vorher Späher vorauszusenden, befahl er nun, in die Stadt einzumarschieren. Dies war ein katastrophaler Fehler, denn die Albaner hatten einen Hinterhalt gelegt. Im Gewirr der Gassen wurden die Briten auf einmal von den Dächern und aus Fenstern beschossen. Wauchope wurde tödlich getroffen, Meade am Kopf schwer verletzt. Ein Lieutenant-Colonel übernahm das Kommando und leitete einen halbwegs geordneten Rückzug nach Alexandria ein. Während der Kämpfe waren 185 Mann getötet und etwa 280 verwundet worden.
Im April folgte ein zweiter Vorstoß auf Rosetta unter Colonel Hon. William Stewart, diesmal mit 2500 Mann, der aber ebenfalls scheiterte.